# Procjam
Procjam (abréviation de anglais : Procedural Jam (jam procédural) est un game jam (concours libre de programmation de jeu sur quelques jours ou semaines) spécialisé dans la génération procédurale de contenu,. La finalité n'est pas forcément de faire un jeu, cela peut être une œuvre d'art interactive ou non ou tout autre application qui produit des choses. Procjam publie un magazine appelé Seeds orienté autour de la génération procédurale. Un colloque annuel est également organisé, regroupant les conférences de différents développeurs produisant des œuvres en génération procédurale.

## Histoire
L'idée est venue à la fin de 2014, à l'informaticien, Michael Cook vers la fin de son PhD, lorsqu'il commençait à sentir qu'il voulait détruire les choses et qu'il préféra finalement faire des choses qui feraient d'autres choses. Il travaille alors sur ANGELINA, un logiciel d'intelligence artificielle spécialisé dans la production de jeu vidéo.
La première session  se déroule du 8 au 16 novembre 2014.
Le colloque de la Procjam 2016 s'est déroulé le 21 octobre, à l'Université de Falmouth (en), au Royaume-Uni,.
En juin 2017, Cook lance une campagne Kickstart pour financer à hauteur de £2000, un art-pack sous licence Creative Commons. À la fin de la campagne, le 24 juillet 2017, £4558 avaient été réunis.